# Krzysztof Kuliński
Krzysztof Kuliński (ur. 5 stycznia 1956 w Lubaniu) – polski aktor filmowy i teatralny. Absolwent oraz dziekan (od 1996) Państwowej Wyższej Szkoły Teatralnej w Krakowie (Wydział Aktorski we Wrocławiu), a w latach 2008–2012 prorektor ds. filii we Wrocławiu.

## Filmografia
- 1986: Na kłopoty… Bednarski jako podwładny Forsta (odcinek 1, 6)
- 1998–1999: Życie jak poker jako Piotr Połczyński
- 1999: Wszystkie pieniądze świata jako mężczyzna
- 2000: Nie ma zmiłuj jako Musiałek
- 2000: Życie jako śmiertelna choroba przenoszona drogą płciową jako lekarz
- 2001–2003: Świat według Kiepskich jako polityk (odcinek 82), profesor (odcinek 106), redaktor (odcinek 134, 144), prowadzący (odcinek 148)
- 2002–2003: Gorący temat jako Marian lub Mieczysław Szafrański
- 2004: Fala zbrodni jako celnik (odcinek 16)
- 2004: Niedziela jako ojciec siostry Elżbiety
- 2004–2012: Pierwsza miłość jako docent Radosław Kozłowski
- 2005: Biuro kryminalne jako Krzysztof Matuszek (odcinek 4)
- 2005: Boża podszewka II jako ksiądz Borowski (odc. 6)
- 2006: Bezmiar sprawiedliwości jako pułkownik Drabik
- 2006: Bezmiar sprawiedliwości jako pułkownik Drabik (odc. 1)
- 2007: Odwróceni jako prokurator (odcinek 13)
- 2008: Mała Moskwa jako oficer
- 2008: Mała Moskwa jako dowódca Michała (odc. 1 i 4)
- 2008: Pora mroku jako komendant posterunku
- 2009: Zwerbowana miłość jako chirurg plastyczny
- 2010–2011: Na dobre i na złe jako Andrzej Maj
- 2010: Erratum jako szef zakładu pogrzebowego
- 2010: Maraton tańca jako komendant Grzelak
- 2013: Głęboka woda jako dyrektor stacji pogotowia (odc. 19)
- 2013: Prawo Agaty jako Jan Madej, doradca Barbary Król (odc. 46)
- 2016: Wielki tydzień jako profesor
- 2018–2021: Policjantki i policjanci jako Franciszek Zatoński, ojciec Asi Zatońskiej
- 2019: W rytmie serca jako Jan (odc. 60)
- 2019: Ślad jako Grzegorz Bukowski (odc. 79)
- 2020: Komisarz Alex jako ochroniarz Mieczysław (odc. 180)
- 2021: Dom pod Dwoma Orłami jako Max Berg (odc. 3)
- 2021: Wojenne dziewczyny jako Wiesław Waszkiel (odc. 44)
- 2022: Tajemnica zawodowa jako sędzia (odc. 16)
- 2022: Matka jako ksiądz Roman Wacławski (odc. 1, 5, 8)
- od 2022: Lombard. Życie pod zastaw jako Bogdan, ojciec Andżeli

### Spektakle Teatru Telewizji
- 2001 – Królowa chłodu jako lekarz
- 2000 – Czarodziejskie krzesiwo jako szef straży
- 2000 – Miłość na Madagaskarze jako Albert
- 2000 – Skarb jako jasnowidz
- 1998 – Kartoteka rozrzucona jako myśliciel
- 1998 – Mania czy Ania jako redaktor
- 1998 – Prawiek i inne czasy jako Michał
- 1998 – Ślad jako mąż
- 1985 – Wyrok jako młody I

## Odznaczenia
- 2009 – Srebrny Medal „Zasłużony Kulturze Gloria Artis”[1][2]